# Stor-Stina
Kristina Katarina Larsdotter, född 19 januari 1819 i Brännäs i Malå kommun, död 27 maj 1854, känd som Långa lappflickan, The Lapland Giantess, Stor-Stina och Stina Kajsa, var en same som under mitten av 1800-talet väckte stort uppseende på grund av sin ovanliga längd, 218 cm, och som visades upp mot betalning. 
Hon kallades ”Lapplands jättinna – världens längsta kvinna”.

## Biografi
Kristina Larsdotter var den troligen mest kända Malåsamen och växte hela sitt liv. År 1837 övertalades hon av en impressario att bege sig ut på en uppvisningsturné. Att människor som hade någon form av ovanligt fysiskt attribut visades upp på detta sätt var vanligt förekommande under denna tid, men Stina kom med tiden att arbeta mer självständigt och hade själv hand om sin lön. I 18-årsåldern sades hon vara "6 fot och 11 tum lång; hennes far räckte henne till armvecket". 
Under vintern 1837–1838 visade hon upp sig mot betalning i Stockholm, där hon också träffade kung Karl XIV Johan. Den 26 april 1837 skrev Stockholms Dagblad att: ”I förgår afton woro den långa lappflickan jemte hennes fader och moder uppe på Kongl slottet för att wisa sig för den Kongl familjen”. Sedan fick hon erbjudandet att turnera genom Sverige, Danmark, Frankrike, England och Ryssland. Hennes avbild ställdes ut på vaxkabinettet i Stockholm och hon deltog i världsutställningen i London 1851.
När hon återvände hem köpte hon ett hemman i Brännäs där hon bodde med sin syster Sara.

## Död
Kristina Larsdotter avled 1854 av kallbrand. Hon begravdes, men hennes kropp grävdes senare upp och skelettet såldes till Karolinska institutet, där det ställdes ut. Det är oklart om hon hade gett sitt medgivande eller om försäljningen skedde mot hennes vilja. 
Skelettet troddes länge ha förstörts 1892 i en brand, men har senare identifierats bland Karolinska Institutets lagrade mänskliga kvarlevor.
Efter ett regeringsbeslut lämnades Larsdotters kvarlevor till Máláge Sámienseäbrrie/Malå sameförening och Malå Sameby för att återbördas i Malå.   Kvarlevorna återbegravdes den 25 maj 2024 på Malå kyrkogård.

## Eftermäle
I byn Brännäs finns ett minnesmärke över Stor-Stina.
Författaren Åke Lundgren debuterade 1981 med romanen Långa lappflickan, baserad på Stor-Stinas liv och prisvinnande bidrag i Bra Böckers berättartävling. Den följdes 2011 av boken Långa lappflickan – romanen och bakgrunden där en illustrerad biografi om hennes liv kompletterar romanen med en rad nya fakta. Lundgren utgav hösten 2024 den rikt illustrerade biografin Sápmis jättinna - sanningen om Långa lappflickan där han redovisar en stort faktamaterial, insamlat under cirka 50 år.
Stor-Stina är huvudperson i Mattias Hagbergs romandebut Rekviem för en vanskapt från 2012. Hennes liv skildras också i När vi var samer av Mats Jonsson. I september 2024 gav Jonsson ut serieromanen Stinas jojk.
Kristina Larsdotters öde har också blivit teater, bland annat i Västerbottensteaterns uppsättning SENSE (2015) och Åarjelhsamien Teateres föreställning Stor-Stina - den Långa lappflickan (2018).